# Damernas 200 meter bröstsim vid världsmästerskapen i kortbanesimning 2022
Damernas 200 meter bröstsim vid världsmästerskapen i kortbanesimning 2022 avgjordes den 16 december 2022 i Melbourne Sports and Aquatic Centre i Melbourne i Australien.
Guldet togs av amerikanska Kate Douglass efter ett lopp på 2 minuter och 15,77 sekunder, vilket blev ett nytt mästerskapsrekord. Silvret togs av Douglass landsmaninna Lilly King och bronset av nederländska Tes Schouten.

## Rekord
Inför tävlingens start fanns följande världs- och mästerskapsrekord:
|                   | Namn                  | Nation  | Tid     | Ort                        | Datum            |
| ----------------- | --------------------- | ------- | ------- | -------------------------- | ---------------- |
| Världsrekord      | Rebecca Soni          | USA     | 2.14,57 | Manchester, Storbritannien | 18 december 2009 |
| Mästerskapsrekord | Rikke Møller Pedersen | Danmark | 2.16,08 | Istanbul, Turkiet          | 16 december 2012 |

Följande nya rekord noterades under mästerskapet:
| Datum       | Omgång | Namn          | Nationalitet | Tid     | Rekord |
| ----------- | ------ | ------------- | ------------ | ------- | ------ |
| 16 december | Final  | Kate Douglass | USA          | 2.15,77 | 0MR0   |

## Resultat

### Försöksheat
Försöksheaten startade klockan 11:19.
| Placering | Heat | Bana | Namn                   | Nationalitet   | Tid             | Noteringar      |
| --------- | ---- | ---- | ---------------------- | -------------- | --------------- | --------------- |
| 1         | 4    | 7    | Kate Douglass          | USA            | 2.16,52         | 0Q0             |
| 2         | 5    | 4    | Lilly King             | USA            | 2.18,59         | 0Q0             |
| 3         | 5    | 5    | Tes Schouten           | Nederländerna  | 2.18,70         | 0Q0, 0NR0       |
| 4         | 3    | 5    | Sydney Pickrem         | Kanada         | 2.19,57         | 0Q0             |
| 4         | 4    | 5    | Tang Qianting          | Kina           | 2.19,57         | 0Q0             |
| 6         | 4    | 3    | Jenna Strauch          | Australien     | 2.19,75         | 0Q0             |
| 7         | 3    | 3    | Thea Blomsterberg      | Danmark        | 2.19,88         | 0Q0             |
| 8         | 3    | 4    | Abbie Wood             | Storbritannien | 2.20,26         | 0Q0             |
| 9         | 4    | 8    | Lisa Mamié             | Schweiz        | 2.20,45         | 0NR0            |
| 10        | 5    | 6    | Kelsey Wog             | Kanada         | 2.20,57         |                 |
| 11        | 5    | 1    | Mikayla Smith          | Australien     | 2.20,67         |                 |
| 12        | 5    | 7    | Yumeno Kusuda          | Japan          | 2.20,82         |                 |
| 13        | 5    | 3    | Kristýna Horská        | Tjeckien       | 2.21,22         |                 |
| 14        | 2    | 7    | Letitia Sim            | Singapore      | 2.21,60         | 0NR0            |
| 15        | 3    | 2    | Charlotte Bonnet       | Frankrike      | 2.21,94         |                 |
| 16        | 2    | 3    | Macarena Ceballos      | Argentina      | 2.22,10         |                 |
| 17        | 4    | 1    | Emelie Fast            | Sverige        | 2.22,22         |                 |
| 18        | 2    | 2    | Moon Su-a              | Sydkorea       | 2.23,41         |                 |
| 19        | 3    | 8    | Rebecca Meder          | Sydafrika      | 2.23,64         |                 |
| 20        | 5    | 2    | Andrea Podmaníková     | Slovakien      | 2.24,12         |                 |
| 21        | 3    | 1    | Nikoleta Trníková      | Slovakien      | 2.24,62         |                 |
| 22        | 3    | 6    | Yang Chang             | Kina           | 2.24,80         |                 |
| 23        | 2    | 6    | Maria Romanjuk         | Estland        | 2.25,53         |                 |
| 24        | 1    | 5    | Nicole Frank           | Uruguay        | 2.26,44         | 0NR0            |
| 25        | 2    | 1    | Chang Yujuan           | Hongkong       | 2.26,76         |                 |
| 26        | 2    | 8    | Phiangkhwan Pawapotako | Thailand       | 2.28,50         |                 |
| 27        | 2    | 5    | Laura Lahtinen         | Finland        | 2.28,80         |                 |
| 28        | 1    | 4    | Nàdia Tudó             | Andorra        | 2.31,45         |                 |
| 29        | 1    | 6    | Asia Kent              | Gibraltar      | 2.36,22         |                 |
| 30        | 1    | 3    | Krista Jurado          | Guatemala      | 2.36,34         |                 |
| 31        | 5    | 8    | Emily Visagie          | Sydafrika      | Diskvalificerad | Diskvalificerad |
| 31        | 1    | 2    | Ramudi Samarakoon      | Sri Lanka      | Startade inte   | Startade inte   |
| 31        | 2    | 4    | Lena Kreundl           | Österrike      | Startade inte   | Startade inte   |
| 31        | 3    | 7    | Kotomi Kato            | Japan          | Startade inte   | Startade inte   |
| 31        | 4    | 2    | Anna Elendt            | Tyskland       | Startade inte   | Startade inte   |
| 31        | 4    | 4    | Sophie Hansson         | Sverige        | Startade inte   | Startade inte   |
| 31        | 4    | 6    | Kotryna Teterevkova    | Litauen        | Startade inte   | Startade inte   |

### Final
Finalen startade klockan 19:42.
| Placering | Bana | Namn              | Nationalitet   | Tid     | Noteringar |
| --------- | ---- | ----------------- | -------------- | ------- | ---------- |
| 1         | 4    | Kate Douglass     | USA            | 2.15,77 | 0MR0       |
| 2         | 5    | Lilly King        | USA            | 2.17,13 |            |
| 3         | 3    | Tes Schouten      | Nederländerna  | 2.18,19 |            |
| 4         | 7    | Jenna Strauch     | Australien     | 2.18,87 |            |
| 5         | 2    | Tang Qianting     | Kina           | 2.19,28 |            |
| 6         | 6    | Sydney Pickrem    | Kanada         | 2.19,35 |            |
| 7         | 1    | Thea Blomsterberg | Danmark        | 2.20,14 |            |
| 8         | 8    | Abbie Wood        | Storbritannien | 2.21,48 |            |